# صفقة مع الشيطان

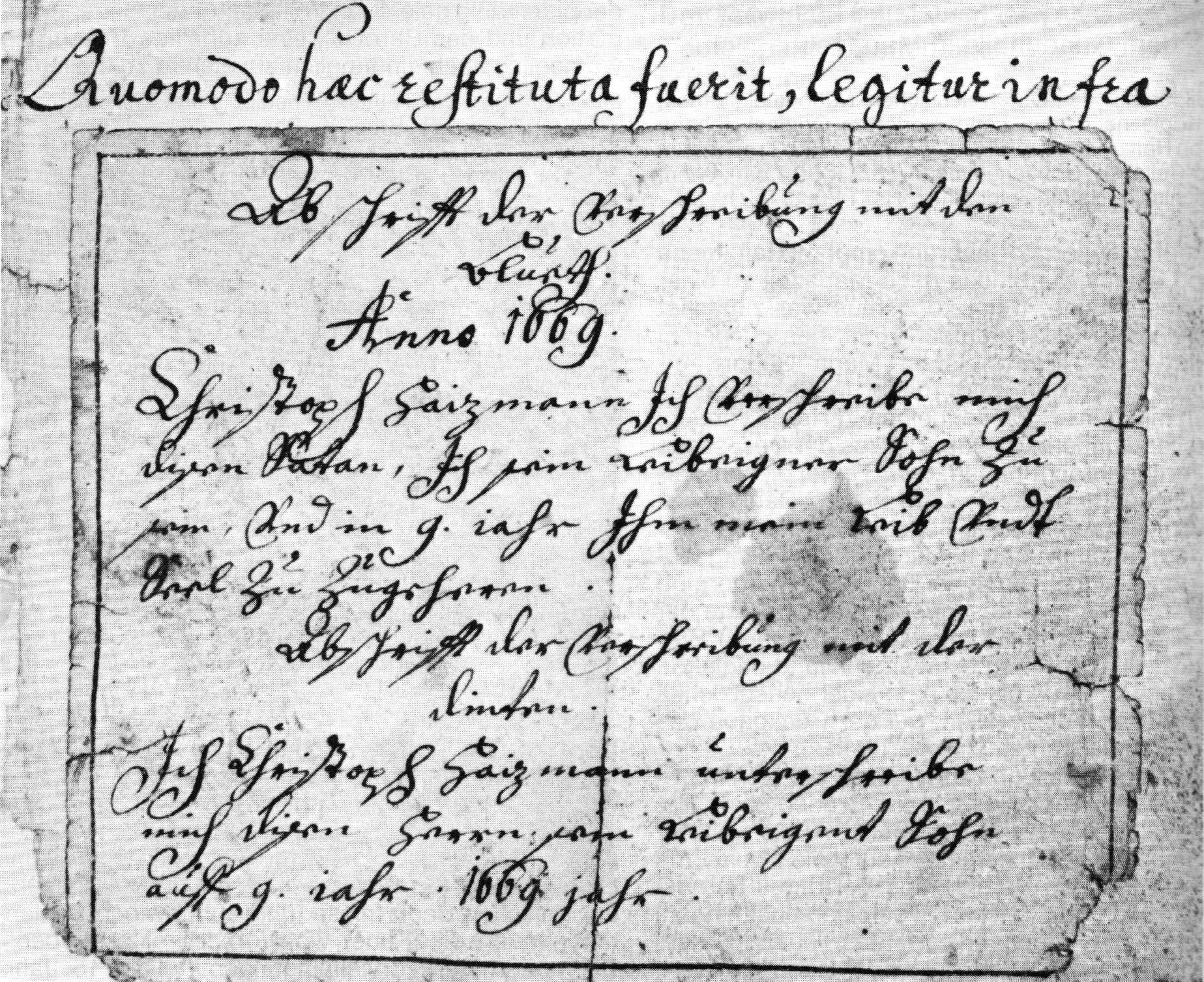
نسخة من العقد المكتوب بواسطة كريستوف هايزمان من 1669

صفقة مع الشيطان أو حلف مع الشيطان (بالإنجليزية: Deal with the Devil)‏ هي رمزية ثقافية، وتعد أفضل مثال على أسطورة فاوست وصورة مفستوفيليس، وتعتبر عنصر جوهري لكثير من الفلكلور المسيحي.
وفقا للاعتقاد المسيحي التقليدي في الشعوذة، فإن الصفقة مع الشيطان هي اتفاق بين شخص بشري وبين شيطان أو روح شريرة، حيث يبيع الشخص روحه في مقابل خدمات شيطانية، وتتنوع طبيعة هذه الخدمات بحسب الحكاية أو القصة، ولكنها تشمل في أغلبها الشباب والمعرفة والثروة والشهرة أو السلطة.
قديما كان يُعتقد أن بعض الأشخاص يقومون بهذا النوع من الصفقات كعلامة على الاعتراف بأن الشيطان هو سيدهم، وبدون أن يحصلوا على مقابل، إلا أنه حتي في هذه الحالة فإنها لا تزال تعتبر صفقة خطيرة، حيث أن ثمن صداقة الشيطان هو روح من يريد صداقته.
تحتوي القصص التي تتحدث عن الصفقة مع الشيطان على نهايات ذات موعظة أو نهايات تعطي مغزي اتعاظي، حيث تحل اللعنة الأبدية على المتهور الذي سلم روحه للشيطان، إلا أنه على الرغم من ذلك، قد تكون القصة ذات طبيعة مزاح، حيث يقوم مثلا فلاح مراوغ بخداع الشيطان.
أحيانا يسعي الشخص الذي عقد الصفقة مع الشيطان إلي خداع الشيطان ذاته، ولكنه يخسر في النهاية (على سبيل المثال، رجل يبيع روحه من أجل الحياة الأبدية، لأنه لن يموت ومن ثم لن يجازي على هذه الفقة مع الشيطان. أو يتصور أنه حصل على مناعية من عقوبة الإعدام، فيرتكب جريمة قتل، فيحكم عليه بالسجن مدى الحياة).
تنسب العديد من الانجازات للصفقات مع الشيطان، ابتداءا من بجسور الشيطان العديدة في أورابا، مرورا ببراعة عازف الكمان نيكولو باغانيني ونهاية بأسطورة "مفترق طرق" المرتبطة بروبرت جونسون.

## موجز
كان يُعتقد عادة أن الشخص الذي أبرم اتفاقًا قد وعد الشيطان أيضًا بقتل أطفال أو نذرهم له عند ولادتهم (اتُهمت العديد من القابلات بهذا، نتيجة عدد وفيات الأطفال في القرون الوسطى وعصر النهضة)، والمشاركة بسبت السحرة، وممارسة نشاطات جنسية مع الشياطين، أو في بعض الأحيان توليد أطفال من سقوبة، أو من حضون بالنسبة الإناث.
قد يكون الاتفاق إما شفهيًا أو كتابيًا. قد يُبرم الاتفاق الشفهي بالتضرع، أو بالاستحضار، أو بأداء طقوس لاجتذاب الشيطان؛ بمجرد أن يعتقد المستحضر أن الشيطان قد حضر، يطلب الخدمة المطلوبة ويعرض عليه روحه بالمقابل، ولا يُترك أي أثر على الاتفاق. لكن وفقًا لبعض محاكمات السحرة، حتى الاتفاق الشفهي كان يترك أثرًا، علامة السحرة، وهي علامة لا تُمحى تظهر حيث لمس الشيطان الشخص الموسوم لإغلاق الاتفاق. يمكن استخدام العلامة كدليل لتحديد أن الاتفاق قد أُبرم. كان يُعتقد أيضًا أن الشخص الموسوم لا يشعر بالألم في منطقة العلامة. يشتمل الاتفاق المكتوب على أشكال جذب الشيطان ذاتها، لكنه يتضمن سندًا مكتوبًا، عادة ما يوَقع بدم المستحضر (على الرغم من الزعم في بعض الأوقات أنه كان ينبغي كتابة الاتفاق كاملًا بالدم؛ في حين أن بعض أخصائيي علم الشياطين دافعوا عن فكرة قائلين باستخدام حبر أحمر بدلًا عن الدم واقترح آخرون استخدام دم حيواني بدلًا عن الدم البشري).
غالبًا ما كانت تُقدم هذه السندات كإثبات لوجود اتفاقات شيطانية، رغم أن النقاد يدّعون عدم وجود دليل يثبت ما إذا كانت هذه السندات أصلية، أو مكتوبة من قبل أشخاص مجانين يعتقدون أنهم يتعاملون مع شيطان فعلًا، أو كانت مجرد سندات مزيفة قدمتها المحاكم. كانت تتضمن هذه السندات عادة رموزًا غريبة قيل إنها توقيع شيطان، وكان لكل منهم توقيعه أو ختمه الخاص. تعطي بعض الكتب مثل مفتاح سليمان الأصغر (معروف أيضًا باسم ليميغيتون كالفيكولا سالومونيس) قائمة مفصلة لهذه الإشارات، المعروفة على أنها توقيعات شيطانية.
يناقش كتاب مطرقة الساحرات العديد من الحالات المزعومة عن اتفاقات مع الشيطان، لا سيما المتعلقة بالنساء. كان يُعتبر أن كل الساحرات والمشعوذين قد أبرموا اتفاقات مع أحد الشياطين، عادة إبليس (ساتان).
وفق علم الشياطين، هناك شهر محدد، ويوم محدد من الأسبوع، وساعة محددة لكل شيطان، لذا يجب إجراء الاستحضار من أجل الاتفاق في الوقت المناسب. أيضًا، بما أن لكل شيطان وظيفة مخصصة، يُستحضر الشيطان المطلوب بصورة محددة وفقًا لما يرغب المستحضر بطلبه.
في حكاية الأناجيل الإزائية، يعرض الشيطان سلسلة من الصفقات على يسوع، وُعد فيها بالثروات والمجد الدنيويين مقابل خدمته للشيطان بدلًا عن خدمة الله. بعد أن يرفض يسوع عروض الشيطان، يشرع برحلاته بصفته المسيح. (انظر إغراءات المسيح).